# 沁园春
沁园春，词牌名，由东汉汉明帝的女儿沁水公主刘致的庄园而得名。双调一百十四字，前阕四平韵，后阕五平韵，一韵到底，前阕四五句，六七句、八九句，后阕三四句，五六句，七八句均要求对仗。
另外，詞牌《沁園春》因其格律爽快，因此歷來大多為豪放派所填詞。例如南宋詞人辛棄疾以及近代乃至近現代詩人毛澤東。其中幸棄疾代表作有《沁園春·靈山齊菴賦》等以及毛澤東《沁園春·雪》。

## 词牌格式
中中平平，中中中中，中中中平。仄中平中仄，中平中仄，中平中仄，中仄平平。中仄平平，中平中仄，中仄平平中仄平。中平仄，中中平中仄，中仄平平。

中平中仄平平，中中仄、中平中仄平。仄中平中仄，中平中仄，中平中仄，中仄平平。中仄平平，中平中仄，中仄平平中仄平。中中仄，仄中平中仄，中仄平平。
平：填平声字；仄：填仄声字；中：可平可仄。

## 例詞
《沁園春·孤館燈青》年代：宋 作者：蘇軾
孤館燈青，野店雞號，旅枕夢殘。漸月華收練，晨霜耿耿；雲山摛錦，朝露漙漙。世路無窮，勞生有限，似此區區長鮮歡。微吟罷，憑征鞍無語，往事千端。

當時共客長安，似二陸初來俱少年。有筆頭千字，胸中萬卷；致君堯舜，此事何難？用舍由時，行藏在我，袖手何妨閑處看。身長健，但優游卒歲，且鬥尊前。
《沁園春·錦水雙龍》年代：宋 作者：姚勉
錦水雙龍，鞭風駕霆，來遊璧池。有一龍躍出，精神電燁，一龍戰退，鱗甲天飛。一樣軒拏，殊途升蟄，造化真同戲小兒。時人眼，總羨他騰踏，笑我卑棲。

促裝且恁西歸。信自古功名各有時。但而今莫問，誰強誰弱，隻爭些時節，來速來遲。無地樓台，有官鼎鼐，命到亨通事事宜。三年裡，看龍頭獨露，雁塔同題。
《沁園春·雪》年代：現代 作者：毛澤東
北國風光，千里冰封，萬里雪飄。望長城內外，惟餘莽莽；大河上下，頓失滔滔。山舞銀蛇，原馳蠟象，欲與天公試比高。須晴日，看紅裝素裹，分外妖嬈。

江山如此多嬌，引無數英雄競折腰。惜秦皇漢武，略輸文采；唐宗宋祖，稍遜風騷。一代天驕，成吉思汗，只識彎弓射大雕。俱往矣，數風流人物，還看今朝。
沁園春·題潮陽張許二公廟
朝代：宋代
作者：文天祥
原文：
爲子死孝，爲臣死忠，死又何妨。
自光嶽氣分，士無全節；君臣義缺，誰負剛腸。
罵賊睢陽，愛君許遠，留取聲名萬古香。
後來者，無二公之操，百鍊之鋼。
人生翕歘雲亡。
好烈烈轟轟做一場。
使當時賣國，甘心降虜，受人唾罵，安得流芳。
古廟幽沉，儀容儼雅，枯木寒鴉幾夕陽。
郵亭下，有奸雄過此，仔細思量。